# Ferdinand Dessoir

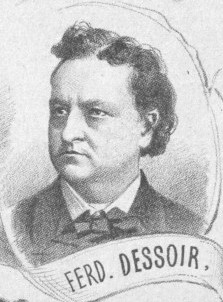
Ferdinand Dessoir (1889)

Ferdinand Dessoir (* 29. Januar 1836 in Breslau; † 13. April 1892 in Dresden) war ein deutscher Schauspieler.
Dessoir war der Sohn des Schauspielers Ludwig Dessoir und dessen Ehefrau Therese Reimann. Nach Absolvierung seiner Schulzeit arbeitete er erst einige Zeit in der Landwirtschaft, ging aber dann ebenfalls zur Bühne. Er wurde in Mannheim Schauspielschüler (Praktikum am Nationaltheater Mannheim) und konnte bereits 1852 am Stadttheater Freiburg als „Fürst“ in Charlotte Birch-Pfeiffers Dorf und Stadt debütieren. Die folgenden vier Jahre verbrachte Dessoir fast ausschließlich auf Gastspielreisen; nur selten unterbrochen von etwas längeren Engagements.
Erst ab Herbst 1856 wurde Dessoir dann bis Ende 1857 an das Stadttheater Stettin als Buffo verpflichtet. Anschließend gastierte er am Hoftheater Kassel und ging darauf an das Theater nach Leipzig, wo er bis 1861 Mitglied des Ensembles blieb.
1861 heiratete Dessoir Jenny Jenke und ging mit ihr nach Riga an das Deutsche Theater. Kurze Zeit später wirkte er dann in Bremen. 1863 holte man ihn bis 1864 als Regisseur und Darsteller für erste komische und ernste Charakterrollen an das Staatstheater Weimar. In gleicher Funktion wirkte er dort nochmal von 1867/68. Dazwischen hatte er ein Engagement in Berlin.
1868 holte ihn der Theaterleiter Theodor Lobe, ein Cousin, nach Breslau, wo er bis Ende 1869 blieb. Anfang 1870 wechselte er an die Hofbühne nach Dresden und blieb dort bis 1877. In diesem Jahr bekam Dessoir ein einjähriges Engagement am Thalia-Theater in Hamburg. 1878 betraute man ihn mit der Leitung des Dresdner Residenztheaters. Dieses Amt legte Dessoir im Frühjahr 1880 nieder, als er vom Deutschen Theater in Prag unter Vertrag genommen wurde.

## Werke (Auswahl)
- Fürst – Dorf und Stadt (Charlotte Birch-Pfeiffer)
- Vansen – Egmont (Johann Wolfgang von Goethe)
- Mephistopheles – Faust. Eine Tragödie (Johann Wolfgang von Goethe)
- Jago – Othello (William Shakespeare)
- Karlos – Don Karlos (Friedrich Schiller)
- Shylock – Der Kaufmann von Venedig (William Shakespeare)
- Argan – Der eingebildete Kranke (Molière)
- Falstaff – Die lustigen Weiber von Windsor (William Shakespeare)